# 巴格達地鐵
巴格達地鐵（阿拉伯语：‎），又稱巴格達高架列車（BET），是伊拉克首都巴格達計劃中的高架地鐵。工程預計於2023年開工，2027年完工。法國阿爾斯通與韓國現代集團將共同落實耗資25億美元的工程，以減輕巴格達的道路堵塞。